# 作物残留

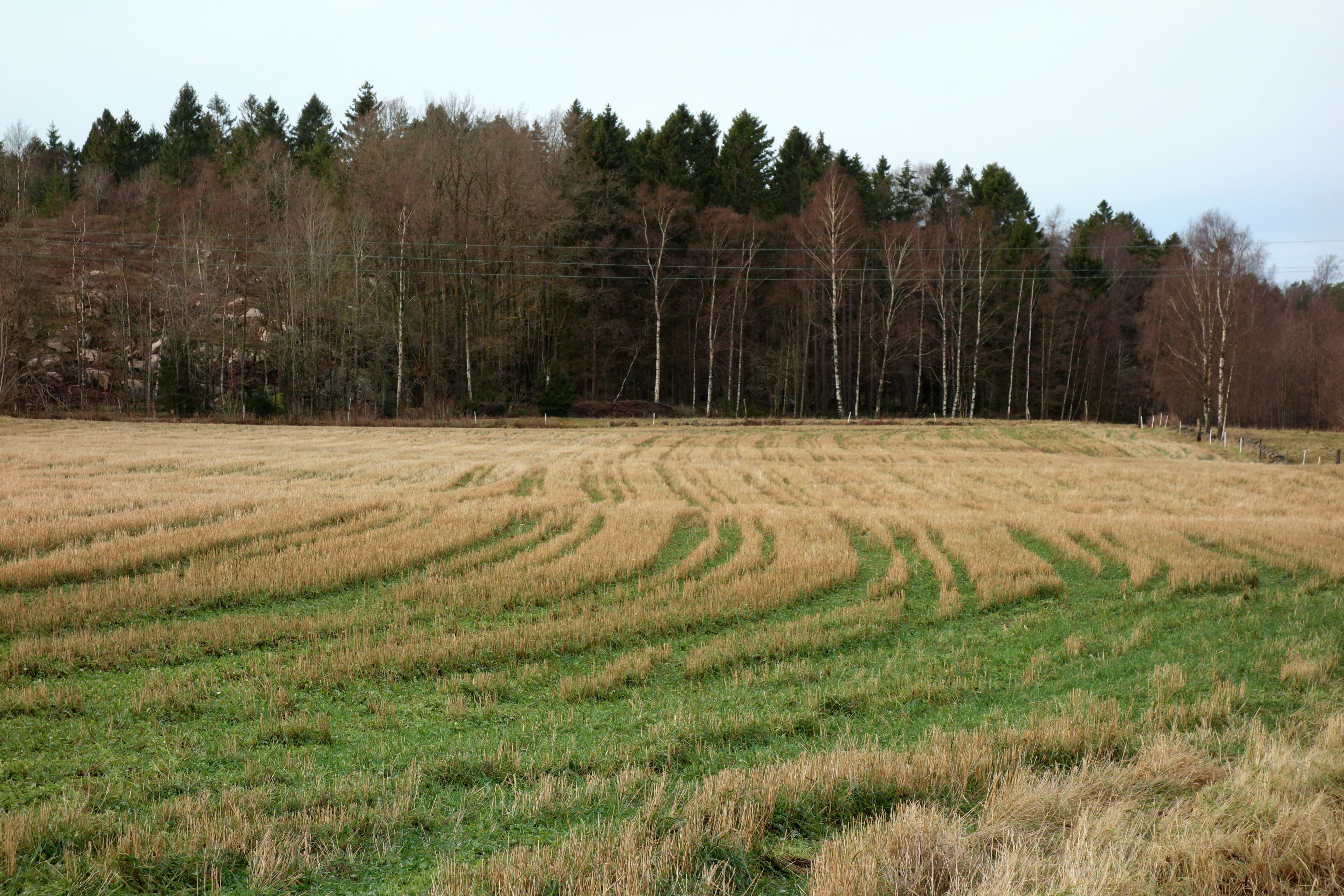
瑞典布拉斯塔德的胡茬场

作物残留是作物收获后遗留在农田中的各种生物质。这些残留物包括茎和杆、叶子和种子荚。对田间残留物进行良好管理可以提高灌溉效率和控制侵蚀。两种类型的农作物残留是：
1.农田残留物
农田残留物是作物收获后留在农田或果园中的材料。这些残留物包括茎和残茬、叶子和种子荚。残渣可以直接犁入地里，也可以烧掉。相比之下，进行免耕、条耕或少耕农业实践以最大限度地提高作物残茬覆盖率。对田间残留物进行良好管理可以提高灌溉效率和控制侵蚀。简单的横断面测量可用于估计残留物覆盖率。 
2.加工残留物
加工残留物是农作物加工成可用资源后留下的材料。这些残留物包括外壳、种子、甘蔗渣、糖蜜和根。它们可用作动物饲料和土壤改良剂、肥料和用于制造业。

## 经济价值
作物残留物可通过多种方式有效利用：
1.塑合板：最近的发展表明，在塑合板的制造中可能会使用作物残留物。  
2.用于农艺实践：作为生产作物的基础（草莓种植）。或者用于蘑菇栽培。蘑菇栽培后的残留物可以作为堆肥和生物肥料应用的良好基质。
3.生物肥料：大多数关于作物残留物经济价值的讨论都集中在其中养分的等效肥料成本上。尽管作物残茬同时含有大量营养素和微量营养素，但只有其大量营养素如氮、磷、钾和硫具有经济意义。

## 利用作物残茬生产生物燃料
由于碳水化合物含量高，作物残留物可被视为生产生物燃料的合适原料。目前有一些算法能够估计从农业残余物中生产生物燃料的潜在能力。  根据一项使用乙醇有机溶剂预处理的稻草利用产气肠杆菌生产生物氢的研究获得的实验数据，估计全球每年可收集的用于生物燃料生产的稻草量（不是生产的秸秆总量）约为 2.49 亿吨，大约通过拟议的有机溶剂技术生产 355.78 千吨氢气和 1132 万吨木质素。研究发现中国贡献了约 32% 的全球利用稻草生产生物氢的潜在能力。 

## 矿化
大多数作物残茬中的营养物质不能立即供作物使用。它们的释放（称为矿化）发生在几年的时间里。土壤养分循环所涉及的生物过程是复杂的。作为一个粗略的指导，到明年，谷物秸秆会释放出大约 10% 到 15% 的营养物质，而豌豆渣会释放出大约 35% 的营养物质。
矿化的速度取决于氮和木质素（纤维）的含量、土壤湿度、温度以及与土壤的混合程度。当含量高于 1.5%（如豌豆残渣）时，N 会很快从残渣中释放出来。相比之下，低于 1.2%（如谷物残渣）的土壤有效氮在微生物分解残渣时被微生物固定（称为固定化）。
因此，豌豆渣对土壤肥力有短期和长期的好处，而谷物秸秆会减少明年土壤的有效养分供应。随着时间的推移，由土壤微生物和腐殖质固定的养分被释放出来并可供作物使用。作物不能完全回收残渣中的养分。就像肥料养分一样，从作物残茬释放到土壤中的养分也容易受到诸如浸出（N 和 S）、反硝化（N）、固定（N、P、K 和 S）和固定（P 和 K）等损失的影响。

## 养分吸收效率
作物从肥料或残留物释放中吸收养分的效率通常被认为是相似的。例如，第一年地上植物中氮的回收率约为 50%。由于农作物在两三年后吸收了少量的养分，因此化肥还有一些剩余的好处。施肥可以显着影响作物吸收效率。残留物放置（通过耕作掩埋或零耕留在地表）对养分循环和效率的影响正在研究中。
因此，计算作物秸秆中养分的肥料当量值是估算作物秸秆部分价值的合理指导。